# Geezil Minerve
Harold "Geezil" Minerve (?, 3 januari 1922 - ?, 4 juni 1992) was een Cubaanse altsaxofonist en fluitist, die enkele jaren in het orkest van Duke Ellington speelde.
Minerve groeide op in Florida en begon met muziek spelen toen hij twaalf jaar was. Hij speelde met Ida Cox en was daarna actief als freelancer in New Orleans. Hij werkte met Clarence Love en Ernie Fields. Van 1949 tot 1957 werkte hij met Buddy Johnson, in 1960 met Mercer Ellington, in de periode 1962-1964 met Ray Charles en daarna met Arthur Prysock. In 1971 verving hij de overleden altsaxofonist Johnny Hodges in het orkest van Ellington, waarin hij tot de dood van de orkestleider speelde. Hij speelde daarna weer bij Mercer Ellington en freelance.
- Bibliothèque nationale de France: cb139457859 (data)
- International Standard Name Identifier: 0000 0000 0132 9845
- Library of Congress Control Number: no2012142224
- MusicBrainz: 34fb26d5-b72e-4eee-8d11-91341b18e382
- SNAC: w6gg579t
- Virtual International Authority File: 69120869
- WorldCat: E39PBJv4j6d9m4XKFWBXtY6kDq